# Tectaria guachana
Tectaria guachana är en ormbunkeart som beskrevs av Rusea. Tectaria guachana ingår i släktet Tectaria och familjen Tectariaceae. Inga underarter finns listade.